# Peter Velits
Peter Velits, född 21 februari 1985 i Bratislava, är en slovakisk professionell tävlingscyklist. Han började tävla för det professionella slovakiska stallet Dukla Trencin 2004, men fortsatte snart vidare till Sydafrika och cykelstallet Konica-Minolta. 

## Karriär
Under U23-världsmästerskapen i Stuttgart 2007 tog han hem segern på den 171,9 kilometer långa banan framför australiensaren Wesley Sulzberger och britten Jonathan Bellis. Samma år vann han också Grand Prix de Fourmies tillsammans med sitt dåvarande stall Team Wiesenhof-Felt.
Året därpå tävlade Velits för det tyska UCI ProTour-stallet Team Milram. I samma stall tävlade även hans tvillingbror Martin Velits och landsmannen Matej Jurčo. Under sin första säsong i Team Milram slutade han tvåa på den sydafrikanska tävlingen Intaka Tech Worlds View Challenge 5 framför italienaren Manuel Quinziato, Team Liquigas. 
Efter etapp 17 av Tour de France 2008 utsågs Velits till den mest offensive cyklisten under etappen. Slovaken slutade på 58:e plats i sin debut av etapploppet, 1 timme och 49 sekunder efter segraren Carlos Sastre.
Velits slutade på femte plats på GP Lugano under säsongen 2009. I juni vann han GP Kanton Aargau framför Jan Bakelants och Heinrich Haussler. Senare samma månad slutade han trea på etapp 7 av Schweiz runt bakom Kim Kirchen och Roman Kreuziger. Slovaken slutade på femte plats på etapp 9 av Tour de France 2009 bakom Pierrick Fédrigo, Franco Pellizotti, Oscar Freire och Sergej Ivanov. På Clásica San Sebastián slutade han på fjärde plats.
Efter säsongen 2009 valde Peter Velits, tillsammans med sin tvillingbror, Martin Velits, att lämna Team Milram och i stället gå över till Team Columbia.
2010 vann Velits etapp 17, ett 46 kilometer långt tempolopp, under Vuelta a España 12 sekunder före Denis Mensjov.
2012 segrade Velits i nationsmästerskapens tempolopp. Han cyklade även hem totalsegern i Tour of Oman.

## Meriter
2002
1:a, etapp 2, Heuvelland Tweedaagse
2:a, etapp 4, Heuvelland Tweedaagse
2:a, Klastor Pod Znievom
2003
1:a, Nationsmästerskapens tempolopp, juniorer
1:a, Nationsmästerskapens linjelopp, juniorer
1:a, Tour de Lorraine, junior
2004
2:a, Wien-Lassnitzhöhe
2:a, Nationsmästerskapens tempolopp, U23
2005
1:a, etapp 6, Vuelta Ciclista a Navarra
1:a, Nationsmästerskapens tempolopp, U23
2:a, etapp 3, Giro delle Regione, U23
2:a, Nationsmästerskapens linjelopp, U23
3:a, Giro delle Regione, U23
3:a, etapp 3, Ringerike GP
3:a, Carnival City
2006
1:a, Giro del Capo
1:a, etapp 2, Giro del Capo
1:a, GP Kooperativa
1:a, Nationsmästerskapens linjelopp, U23
1:a, etapp 2, GP Tell
2:a, etapp 4, Giro del Capo
2:a, etapp 1, Ruban Granitier Breton
2:a, Nationsmästerskapens tempolopp, U23
2:a, GP Tell
3:a, etapp 8, Ruban Granitier Breton
2007
1:a, U23-världsmästerskapens linjelopp
1:a, Grand Prix de Fourmies
3:a, GP Schwarzwald
2008
2:a, Intaka Tech Worlds View Challenge 5
2009
1:a, GP Kanton Aargau
3:a, etapp 7, Schweiz runt
2010
1:a, etapp 17, Vuelta a España
2012
1:a,  Nationsmästerskapens tempolopp
1:a,  Tour of Oman

## Stall
- Dukla Trencin 2004
- Team Konica-Minolta 2005–2006
- Wiesenhof-Felt 2007
- Team Milram 2008–2009
- Team HTC-Columbia 2010–2011
- Omega Pharma-QuickStep 2012–